# Listă de organizații neonaziste
Aceasta este o listă de organizații neonaziste.

## Africa

### Africa de Sud
- Afrikaner Weerstandsbeweging[1]
- Blanke Bevrydingsbeweging[2]
- Ossewabrandwag[3]

## America

### America de Nord
- Adolf Hitler Free Corps - Statele Unite
- Partidul Nazist American – Statele Unite
- Aryan Brotherhood of Texas – Statele Unite[4]
- Aryan Brotherhood - Statele Unite[5]
- Aryan Guard – Canada[6]
- Aryan Nations – Statele Unite și Canada
- Atomwaffen Division - Statele Unite[7]
- Identitatea creștină - Statele Unite
- The Daily Stormer - Statele Unite[8]
- Hammerskins – Statele Unite și Canada
- Heritage Front – Canada
- Identity Evropa - Statele Unite[9]
- National Alliance – Statele Unite[10]
- National Socialist Liberation Front - Statele Unite
- National Socialist Movement – Statele Unite[11]
- National Socialist Vanguard – Statele Unite
- National Vanguard – Statele Unite
- Nationalist Front – Statele Unite
- NSDAP/AO – Statele Unite
- Odinia International - Statele Unite
- Renegade Tribune - Statele Unite
- Resistance Records
- The Right Stuff - Statele Unite
- Nationalist Front of Mexico[12] - Mexic
- Traditionalist Worker Party – Statele Unite[13]
- Vanguard America – Statele Unite[14]
- White Aryan Resistance – Statele Unite
- National Synarchist Union - Mexic

### America de Sud și Caraibe
- Carecas do ABC - Brazila[15]
- National Socialist Movement of Chile[16]
- Kombat RAC - Brazila
- Front 88 - Brazila
- Impacto Hooligan - Brazila

## Asia

### Japonia
- Partidul Național Socialist al Muncitorilor Japonezi – Japonia[17]

### Iran
- Aryan League - (NSAL) – Iran
- SUMKA – Iran[18]

### Mongolia
- Tsagaan Khas – Mongolia[19]

### Taiwan
- National Socialism Association

## Europa

### Fosta Iugoslavie
- Nacionalni stroj  – Serbia
- Serbian Action – Serbia
- Autochthonous Croatian Party of Rights – Croația
- Bosnian Movement of National Pride – Bosnia

### Belgia și Țările de Jos
- Dutch Peoples-Union (Nederlandse Volks-Unie) – Țările de Jos
- Order of Flemish Militants – Flandra
- National Alliance – Țările de Jos
- Bloed, Bodem, Eer en Trouw – Flandra
- Parti Communautaire National-Européen – Belgia
- Parti Communautaire Européen – Belgia
- Racial Volunteer Force – Belgia

### Danemarca
- Danmarks Nationalsocialistiske Bevægelse (Mișcarea Național Socialistă din Danemarca)
- Frontul Danez
- Partidul Danezilor

### Finlanda
- Pohjoismainen Vastarintaliike (Mișcarea de rezistență nordică)

### Franța
- Nomad 88[20]

- Combat 18

### Germania
- The III. Path
- Partidul Național Democrat al Germaniei
- Autonome Nationalisten
- Artgemeinschaft
- Wiking-Jugend
- Deutsche Heidnische Front
- German Alternative
- Frontul Național (Germania)
- Action Front of National Socialists/National Activists
- Gesinnungsgemeinschaft der Neuen Front
- National Offensive
- Socialist Reich Party
- Free German Workers' Party
- Die Rechte
- IV Reich

### Grecia
- Zorii Aurii[21]

### Norvegia
- Norges Nasjonalsosialistiske Bevegelse (Mișcarea Național Socialistă din Norvegia)
- Vigrid
- Heathen Front

### Rusia
- Uniunea Slavă
- Format18
- Societatea Național Socialistă
- Pamyat
- Russian National Unity
- Russian National Socialist Party

### Spania
- National Alliance
- Democracia Nacional
- España 2000

### Suedia
- Nordiska motståndsrörelsen
- Nationalsocialistisk front (Frontul Național-Socialist)
- Svenskarnas parti (Partidul Suedezilor)

### Turcia
- Nasyonal Aktivitede Zinde İnkișaf[22]

### Marea Britanie
- Frontul Național
- Partidul Britanicilor
- Column 88
- Combat 18
- International Third Position
- League of St. George
- Northern League
- November 9th Society ( British First Party)
- National Action (2014)
- National Socialist Action Party
- National Socialist Movement (1960s)
- National Socialist Movement
- NF Flag Group
- Racial Volunteer Force
- White Nationalist Party

### Ucraina
- Batalionul Azov[23]
- Patrioții Ucrainei
- Partidul Național Social din Ucraina
- Adunarea Național Socială

## Oceania

### Australia
- Antipodean Resistance[24]
- National Action
- Partidul Național Socialist din Australia
- Patriotic Youth League
- United Patriots Front

### Noua Zeelandă
- Partidul Național Socialist din Noua Zeelandă
- Frontul Național (Noua Zeelandă)
- Rezistența de Dreapta
- Unit 88

## Internațional
- Blood & Honour
- Daily Stormer
- Noua Ordine Europeană
- Stormfront
- World Union of National Socialists